# Muri (Argovie)
Pour les articles homonymes, voir Muri.
Muri est une commune suisse du canton d'Argovie, située dans le district de Muri.

## Histoire

Photo aérienne prise par Walter Mittelholzer (1923).

Son histoire est étroitement liée à l'abbaye bénédictine qu'y établirent en 1027 le comte Radbot de Habsbourg et sa femme Ita de Lorraine. Forte de la protection des Habsbourg, l'abbaye finit par contrôler un nombre croissant de territoires du plateau suisse et s'imposa comme un haut-lieu spirituel et culturel du pays. Au XIIe siècle, le canton actuel fut divisé en un vicus superior (comprenant le lieu-dit Dorfmuri, auj. Langdorf) et un vicus inferior, comprenant le domaine du monastère. C'est d'une partie de ce domaine qu'à partir de 1082 au plus tard, prirent naissance les faubourgs. Egg, Hasli et Wey devinrent par la suite des communes indépendantes.

## Personnalités liées à la commune
- Susanne Wille (1974-), journaliste, y est née.